# Степове (Межівська селищна громада)
Степове — село в Україні, в Синельниківському районі Дніпропетровської області. Входить до складу Межівської селищної громади. Населення становить 153 особи. До 2017 орган місцевого самоврядування — Межівська селищна рада.

## Географія
Село Степове розміщене на відстані за 1,5 км від сіл Українка, Новолозуватівка і Сухарева Балка. Селом протікає пересихаючий струмок із загатою.

## Історія
- 1890 — дата заснування.
- 12 червня 2020 року, відповідно до розпорядження Кабінету Міністрів України № 709-р від «Про визначення адміністративних центрів та затвердження територій територіальних громад Дніпропетровської області», увійшло до складу Межівської селищної громади[1].
- 19 липня 2020 року, в результаті адміністративно-територіальної реформи і ліквідації Межівського району, село увійшло до складу новоутвореного Синельниківського району[2].